# Válečné kladivo

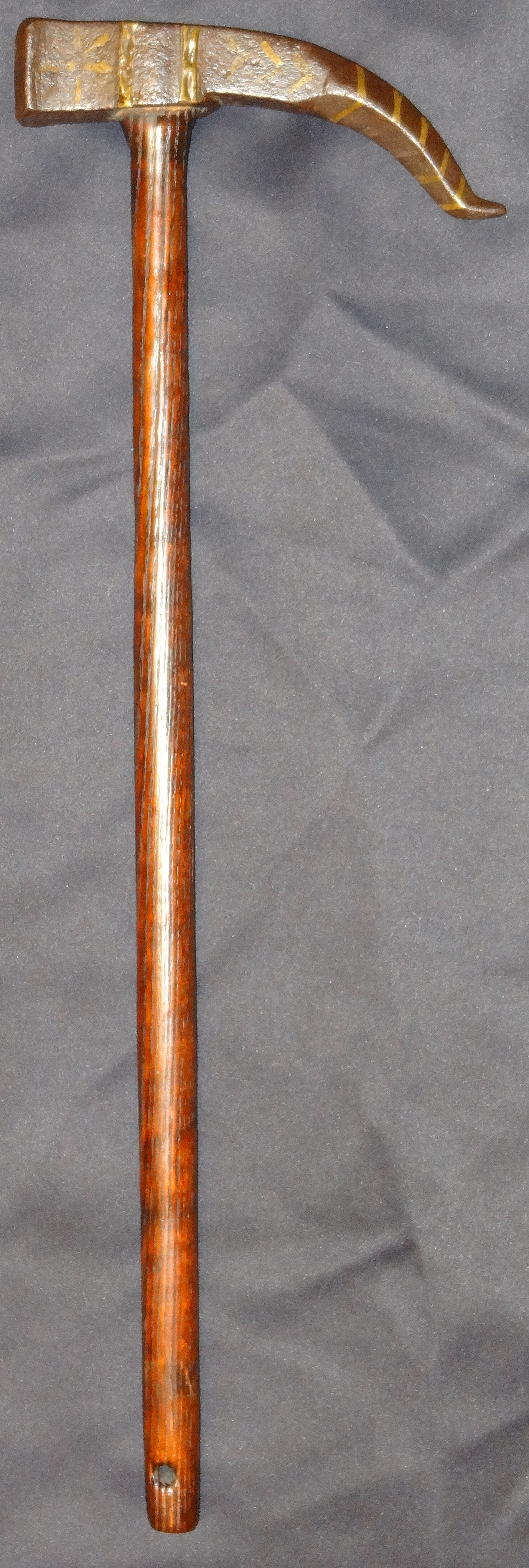
Válečné kladivo

Válečné kladivo je zbraň určená k probíjení odolných, často obrněných cílů. 
Lze je rozdělit na jednoruční a na obouruční. Hlava válečného kladiva byla většinou zakončena úzkým bodcem, jenž usnadňoval probití protivníkovy zbroje. Nejčastěji se používalo ve středověku v soubojích opěšalých, těžce obrněných válečníků. Rozlišovaly se typy s krátkou rukojetí užívané jízdou, např. polský nadziak i typy s dlouhou rukojetí, jež užívala pěchota podobně jako halapartnu, např. lucernské kladivo, francouzský vraní zobák aj.  V 16. století se rozšířil typ bojového kladiva, které mělo rukojeť ohraničenou dvěma záštitnými kotouči.Ve východní Evropě a v Orientu však nikdy nedosáhlo takové obliby, jako tomu bylo v západní a střední Evropě. Lehčí kombinované druhy zbrojí východní Evropy a Orientu nepotřebovaly ke svému proražení intenzitu rány kladiva. Mimo Evropu bylo válečné kladivo oblíbeno hlavně v Indii.
Jezdecká bojová kladiva měla topůrko cca 50 cm dlouhé.
Na boj muž proti muži na válečném poli se používala i obouruční varianta bojového kladiva. Zde se délka násady pohybovala od 150 do 200 cm.